# Martin XB-48
El Martin XB-48 fue un bombardero medio a reacción estadounidense desarrollado a mitad de los años 40. Compitió contra el Boeing B-47 Stratojet, que demostró ser un diseño superior, y fue considerado en gran parte como plan de reserva en caso de que el B-47 sufriera problemas de desarrollo. Nunca entró en producción o en servicio activo, y solo fueron construidos dos prototipos, con los numerales 45-59585 y 45-59586.

## Diseño y desarrollo

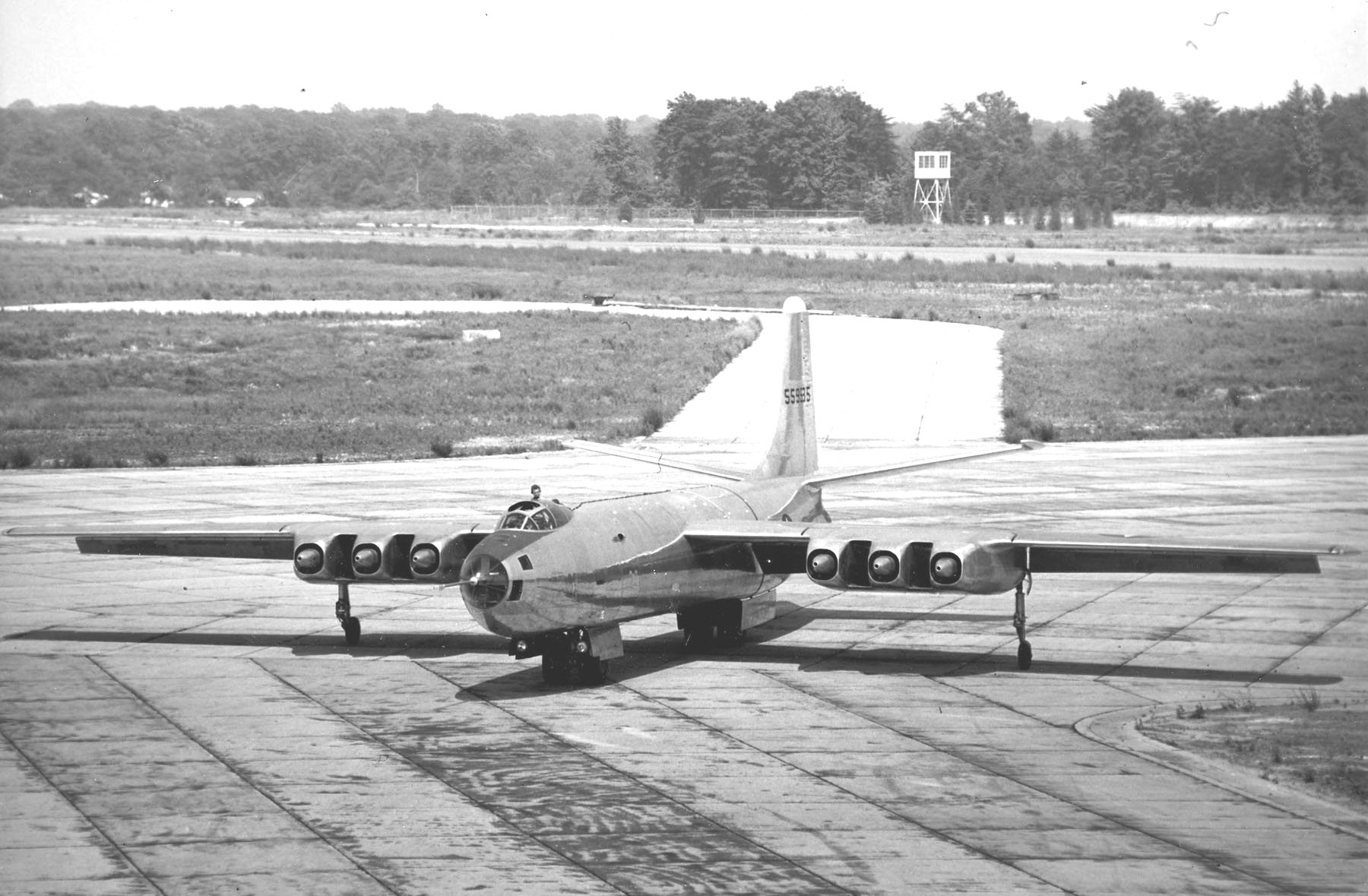
Prototipo del XB-48 carreteando, mostrando los espacios entre los motores para refrigeración, el tren de aterrizaje principal en tándem y los estabilizadores de las góndolas.

En 1944, el Departamento de Guerra estadounidense estaba al tanto de los avances en aviación de Alemania y emitió un requerimiento por un abanico de diseños de bombarderos medios que pesasen de 36 287 kg (80 000 lb) a más de 90 718 kg (200 000 lb). Otros diseños resultantes de esta competición, a veces llamada la clase del 45, incluían al North American XB-45 y al Convair XB-46. Las órdenes de producción fueron finalmente para el North American B-45 Tornado, e incluso este avión sirvió un par de años antes de ser reemplazado de nuevo por el mucho más moderno Boeing B-47 Stratojet, aunque el B-45 tuvo la suficiente "utilidad" constructiva como para hacerse un hueco como avión de reconocimiento.
En retrospectiva, los de la clase del 45 eran aviones de transición, combinando la potencia de los turborreactores con el conocimiento aeronáutico de la Segunda Guerra Mundial. El XB-48 no era una excepción, y su fuselaje redondo y alas rectas mostraban una distintiva influencia del bombardero medio B-26 Marauder de Martin. Con todo, donde el B-26 tenía suficiente potencia con dos enormes motores radiales de 18 cilindros, el XB-48 necesitaba no menos de seis de los nuevos motores a reacción.
Aunque las fotografías hacen parecer que el avión tuviera tres góndolas motrices bajo cada ala, los motores a reacción realmente  estaban agrupados en un par de góndolas trimotoras planas con un intrincado sistema de conductos de aire entre los motores, ideado para facilitar la refrigeración. En la época del diseño del XB-48, la propulsión a reacción todavía estaba en pañales.
El XB-48 fue el primer avión diseñado con tren de aterrizaje principal en tándem de tipo bicicleta, que había sido probado previamente en un B-26 modificado. El perfil alar era demasiado delgado para albergar mecanismos de tren de aterrizaje convencionales. El tren de aterrizaje principal estaba en el fuselaje y pequeños estabilizadores localizados en cada ala se usaban para equilibrar el avión.

## Historia operacional
El XB-48 realizó su primer vuelo el 22 de junio de 1947, un salto de 37 minutos y 117 km desde las instalaciones en Baltimore de Martin, Maryland, hasta la Estación aeronaval del Río Patuxent, Maryland, pero al tomar tierra reventó sus cuatro neumáticos delanteros y traseros montados en el tren de aterrizaje, cuando el piloto Pat Tibbs aplicó demasiada presión a su insensible palanca de frenos, especialmente diseñada, pero de muy lenta respuesta. Tibbs y el copiloto Dutch Gelvin resultaron ilesos.

## Operadores
Estados Unidos
- Fuerzas Aéreas del Ejército de los Estados Unidos
- Fuerza Aérea de los Estados Unidos

## Especificaciones
Referencia datos: "Encyclopedia of US Air Force Aircraft and Missile Systems, Volume II"

### Características generales
- Tripulación: Tres (piloto, copiloto y bombardero-navegador)
- Longitud: 26,1 m (85,8 ft)
- Envergadura: 33 m (108,3 ft)
- Altura: 8,1 m (26,5 ft)
- Superficie alar: 123,5 m² (1329,4 ft²)
- Peso vacío: 26 535 kg (58 483,1 lb)
- Peso cargado: 42 000 kg (92 568 lb)
- Peso máximo al despegue: 46 540 kg (102 574,2 lb)
- Planta motriz: 6× turborreactor de flujo axial General Electric J35.
  - Empuje normal: 17 kN (1733 kgf; 3822 lbf) de empuje cada uno.

### Rendimiento
- Velocidad máxima operativa (Vno): 841 km/h (523 MPH; 454 kt) a 10 668 m (35 000 pies)
- Velocidad crucero (Vc): 668 km/h (415 MPH; 361 kt)
- Alcance: 2900 km (1566 nmi; 1802 mi)
- Alcance en combate: 1280 km
- Techo de vuelo: 12 009 m (39 400 ft)
- Régimen de ascenso: 21,3 m/s (4193 ft/min)

### Armamento
- Ametralladoras: 

  - 2x M-2 de 12,7 mm en torreta de cola (propuesto)[3]
- Bombas: 

  - 1 de 9980 kg o
  - 36 de 113 kg

## Aeronaves relacionadas

### Aeronaves similares
- Boeing B-47 Stratojet
- Convair XB-46
- North American B-45 Tornado
- English Electric Canberra
- Ilyushin Il-22
- Ilyushin Il-28

### Secuencias de designación
- Secuencia Numérica (interna de Martin): ← 205 - 210 - 219 - 223 - 234 - 237 - 247 - 259 - 270 - 272 →
- Secuencia B-_ (Bombarderos del USAAC/USAAF/USAF, 1926-1962): ← B-45 - B-46 - B-47 - B-48 - B-49 - B-50 - B-51 →